# Station Espeland
Espeland  is een halte in Espeland in de  gemeente Bergen in Noorwegen. De halte staat aan de oude lijn,  Vossebanen en werd in 1964 gesloten na het gereedkomen van de Ulrikstunnel. Espeland is nu een halte voor de museumlijn Gamle Vossebanen. 